# Cyrilometodějská společnost
Cyrilometodějská společnost (též někdy také i jako Cyrilometodějské bratrstvo) bylo tajné sdružení, existující v letech 1846-1847 v Kyjevě. Šířilo panslavistické ideje, které měly konkrétně podobu rozšíření pravoslaví do všech slovanských zemí. Ideovým cílem bylo vybudovat slovanské federativní soustátí, ve kterém by každý jeho člen (národ) měl vlastní vládu, jednotícím prvkem by však byl ruský jazyk a pravoslavná víra. Nicméně, mezi hlavními myšlenkami spolku byla také i liberalizace ruské společnosti (jednotlivé "celky" slovanského soustátí měly být samosprávné a podléhat pouze "celoslovanskému shromáždění), což bylo pro tehdejší carský režim bráno jako nebezpečný symbol vzpoury. Mezi známé účastníky této skupiny patřil například národní ukrajinský básník Taras Ševčenko.